# IS-curve
Voor de uitleg van de IS-curve (of Investering - Besparing curve) gaan we uit van een bepaald economisch  model (voorbeeld). In ons model geldt:
- de consumptiefunctie: {\displaystyle \,C=750+0,75Q}
- de investeringsfunctie: {\displaystyle \,I=500-50r}

Hierbij stelt:
- het interestniveau: {\displaystyle \,r} voor
- het bestedingsevenwicht: {\displaystyle \,Q=C+I} voor

## Opstelling formule
Aangezien de IS-curve de bestedingsevenwichten op de goederen- en dienstenbalans weergeeft, kunnen we stellen dat de globale geplande vraag gelijk is aan het globale geplande aanbod. Als we onze vergelijking van ons economisch model erbij halen, wordt dit: 
{\displaystyle \,Q=C+I}.
In ons model vinden we ook nog de vergelijkingen voor 
{\displaystyle \,C=750+0,75Q} en
{\displaystyle \,I=500-50r} terug,
nu kunnen we gaan invullen bij {\displaystyle \,Q}.
{\displaystyle \,Q=C+I}
{\displaystyle \,Q=750+0,75Q+500-50r}
{\displaystyle \,0,25Q=1250-50r}
{\displaystyle \,Q=5000-200r}
Deze formule is de vergelijking voor de IS-curve (in ons economisch model!).

## Grafische voorstelling
De IS-curve beschrijft steeds een dalende lijn. De basis hiervan ligt bij het feit dat een dalend inkomen (van Q1 naar Q2) zich zal uiten in een rentestijging (van r1 naar r2). De logische verklaring hiervan is: een lager reëel inkomen laat minder sparen toe, om deze daling tegen te gaan moet de rente dalen en dit kan enkel via een hogere rente. Een andere verklaring is dat de lagere rente de economie stimuleert, hierdoor stijgen de lonen. Dit staat bekend als de Taylor-regel. 
In het economisch model wil dit concreet zeggen: {\displaystyle C+I=C+S} (totale vraag=totale aanbod) of {\displaystyle I=S}. Wanneer {\displaystyle S} toeneemt is {\displaystyle I<S}, dus moet {\displaystyle I} stijgen voor een nieuw evenwicht te bekomen. ({\displaystyle S} is hierbij de spaarvergelijking)
Voor alle punten boven de IS-curve geldt: {\displaystyle I<S} (aanbodoverschot)
{\displaystyle I} zal moeten stijgen om een nieuw evenwicht te bekomen.
Voor alle punten onder de IS-curve geldt: {\displaystyle I>S} (vraagoverschot)
{\displaystyle I} zal moeten dalen om een nieuw evenwicht te bekomen.
In het volledig model is dit
Y=TV  
TV=C+I+G+X-Z  
C=Co+c(Yd)  
Yd=Y-T  
T=-TR+tY  
I=Io+aY-bR  
X=Xo+xYf-δ(EP/Pf)  
Z=Zo+zY+δ(EP/Pf)  
Dan komen we bij
Y=(Co+Io+G+ctr+No+xYf-δ(EP/Pf)/(1-c(1-t)-a-z)-(bR)/(1-c(1-t)-a-z).

## Grafisch ontwerp
We kunnen ook via grafische voorstellingen tot de IS-curve komen. Hierbij gebruiken we twee grafieken om tot de derde grafiek –die de IS-curve voorstelt- te komen. We starten vanaf de linkse grafiek, die de investeringsfunctie voorstelt.
We zien op de grafiek dat bij hogere investeringen (I1 naar I2), de rente zal dalen (r1 naar r2). Dit komt doordat de richtingscoëfficiënt van de investeringsfunctie negatief is ({\displaystyle I=500-50r}). Als we nu onze r1 en r2 doortrekken naar de aangrenzende grafiek –waarop de uiteindelijke IS-curve komt-, krijgen we al twee mogelijke lijnen, waarop zich een snijpunt zal bevinden.
Nu gaan we naar de bovenste grafiek waar we de snijpunten zoeken van de totale vraag met het totale aanbod. De totale vraag stelt de som van de consumptie- en investeringsfunctie voor ({\displaystyle TV=Q+I}) en het totale aanbod kunnen we gelijkstellen aan {\displaystyle Q}. We krijgen dus {\displaystyle TV=TA} of {\displaystyle Q+I=Q} (hierin wordt alleen de {\displaystyle Q}  van de totale vraag door de consumptievergelijking vervangen!) We gaan uit van dezelfde rente van bij de investeringsfunctie. 
Aangezien dat {\displaystyle TA=Q} zal het totale aanbod de bissectrice voorstellen. We hebben twee verschillende rentes dus krijgen we twee verschillende rechten die de totale vraag voorstellen (de totale vraag bestaat immers uit de investeringsfunctie en die is dan weer afhankelijk van {\displaystyle r}). 
Als we nu die snijpunten laten zakken naar de grafiek eronder, verkrijgen we snijpunten met de reeds doorgetrokken renteniveaus. We kunnen nu die punten verbinden en verkrijgen zo de IS-curve.
Ten slotte zien we ook dat de elasticiteit van de IS-curve afhankelijk is van die van de investeringen. Hoe vlakker de curve van de investeringsfunctie, hoe vlakker de IS-curve.